# Кубиньская, Корнелия
Корнелия Кубиньска(я) (урожденная Марек) (пол. Kornelia Kubińska (Marek), род. 3 августа 1985, Марклёвице, Водзиславский повят) — известная польская лыжница, участница Олимпийских игр в Ванкувере. Специализируется в дистанционных гонках. В настоящий момент отбывает двухлетнюю дисквалификацию, в связи с обнаружением в её организме запрещённых препаратов.

## Карьера
В Кубке мира Марек дебютировала в октябре 2007 года, в декабре 2008 года первый, и пока единственный раз попала в десятку лучших на этапе Кубка мира, в эстафете. Кроме этого на сегодняшний момент имеет 7 попаданий в тридцатку лучших на этапах Кубка мира, 3 в личных и 4 в командных соревнованиях. Лучшим достижением Марек в общем итоговом зачёте Кубка мира является 91-е место в сезоне 2007-08.
На Олимпиаде-2010 в Ванкувере, стартовала в пяти гонках, но в результате взятых у неё в ходе Олимпиады допинг-проб, в которых был выявлен рекомбинантный эритропоэтин, всё её результаты были аннулированы. Сама спортсменка была дисквалифицирована и отстранена от соревнований на ближайшее два года, так же она не будет допущена до соревнований на Олимпиаде-2014 в Сочи.
За свою карьеру принимала участие в одном чемпионате мира, на чемпионате мира — 2009, стартовала в пяти гонках, лучший результат — 6-е место в эстафете.
Использует лыжи производства фирмы Fischer, ботинки Salomon.
В 2012 году вышла замуж и с тех пор использует фамилию Кубиньска(я)